# Amparo Portilla Crespo
Amparo Portilla Crespo, (Valencia, España, 26 de mayo de 1925-Madrid, España, 10 de mayo de 1996). Fue bautizada con el nombre María de los Desamparados en la Parroquia de San Juan y San Vicente de Valencia el 31 de mayo de 1925. Cinco años después de su muerte se abrió el proceso diocesano para su canonización, siendo declarada Venerable el 24 de abril de 2021. 
Amparo cursó bachillerato en el colegio del Sagrado Corazón de Godella (Valencia) y estudió Magisterio y Puericultura. 
Se casó en Valencia el 29 de noviembre de 1950 con Federico Romero Pérez. Fruto del matrimonio nacieron 11 hijos.

## Biografía

### Primeros años
Nació en Valencia (España) el 26 de mayo de 1925. La bautizaron en la parroquia de San Juan y San Vicente el 31 de mayo, imponiéndole los nombres de María de los Desamparados Julia Rosario Mercedes Carmen. Fueron sus padrinos sus abuelos Evaristo Crespo Azorín y Francisca Hueso Monzó. 
Su padre, Alberto Portilla Hueso, era capitán de ingenieros del ejército, y su madre, Amparo Crespo Baixauli, era natural de Valencia. 
Amparo comenzó a estudiar en el colegio del Sagrado Corazón de Godella el 1 de octubre de 1931 y recibió la Primera Comunión el 6 de mayo de 1932.  
El 30 de diciembre de 1937, su padre falleció en un bombardeo durante la guerra civil española. Tras la guerra, continuó sus estudios y recibió la confirmación en 1939 de manos del arzobispo de Valencia, don Prudencio Melo.  
El 25 de mayo de 1943 le imponen la medalla de hija de María. Escogiendo, para imprimir en esta, el lema “Aparta Madre de mí lo que me aparte de Ti” 
El 30 de junio de 1944 aprueba el examen de Estado y termina el colegio. 

### Juventud
Tras terminar el colegio, cursó estudios de Magisterio y Puericultura en Valencia, además de tomar cursos en la Escuela de Artes y Oficios.  
Durante varios años dirigió la catequesis en la parroquia de Santa Cruz, en una barriada humilde de Valencia, centrándose en los niños marginados. 
Colaboró durante años en Valencia y luego en Madrid con Biblioteca y Documentación, asesorando sobre la calidad literaria y moral de las publicaciones. 

### Matrimonio
A finales de 1947, Amparo Portilla conoció a Federico Romero en la calle de la Paz de Valencia. Debido a la distancia entre ellos, mantuvieron una correspondencia extensa, la cual se conserva íntegra y documenta su noviazgo. En las cartas, Amparo incentivó a Federico hacia una vida más profundamente religiosa. Se casaron el 29 de noviembre de 1950 en la iglesia de San Juan y San Vicente de Valencia y se mudaron a Madrid, donde tuvieron 11 hijos. Durante sus embarazos, Amparo decidió que sus hijos fueran bautizados poco después de nacer y que sus hijas llevaran nombres marianos por devoción a la Virgen María. 

### Vida cristiana y apostolado
Amparo Portilla se dedicó a su familia, mostrándose cercana y enfocada en su cuidado. A lo largo de su vida, expresó una profunda gratitud por lo que consideraba bendiciones, ofreciendo sus dificultades por quienes enfrentaban situaciones adversas. Demostró una especial preocupación por los más necesitados, como los enfermos y marginados, sin guardar rencor hacia quienes la perjudicaban. En 1953, junto a su esposo, se integró en la Obra Apostólica Familiar, y en 1961 fueron parte del II Congreso de la Familia Española. También participó en programas de TVE sobre temas religiosos y familiares. 

### Enfermedad y muerte
El 2 de febrero de 1994, a Amparo Portilla se le diagnosticó cáncer de pulmón con metástasis tras un TAC en el hospital Ramón y Cajal de Madrid. El 3 de febrero, su esposo Federico le comunicó el diagnóstico. A pesar de su estado de salud, Amparo expresó su deseo de asistir a misa ese mismo día. El 10 de mayo de 1996, falleció rodeada de su esposo y sus once hijos. Está enterrada en la capilla del Santísimo de la cripta de la catedral de la Almudena de Madrid. 

### Fama de santidad
Tras su fallecimiento, muchos familiares y amigos manifestaron la creencia de que Amparo Portilla había llevado una vida de santidad. Algunas personas comenzaron a rezarle y no solo por ella. Su ejemplo fue mencionado por conocidos y allegados, quienes sugirieron iniciar un proceso de canonización. Estos comentarios se repitieron por personas ajenas a su círculo familiar. A lo largo de los años, su fama de santidad se ha extendido internacionalmente, y se han reportado testimonios de devoción y favores atribuidos a su intercesión.

## Proceso de Canonización
Por su fama de santidad entre las personas que la conocieron, el 23 de mayo de 1996, a los 13 días de fallecer, se iniciaron los trámites para preparar su proceso de canonización. 
El lunes 17 de diciembre de 2001 el Cardenal Arzobispo de Madrid don Antonio María Rouco Valera, abre el proceso de canonización en su fase diocesana. Esta se clausuró el miércoles 1 de diciembre de 2004.  
El lunes 11 de abril de 2005 se abrió la fase romana del proceso de canonización. 

## Declaración de Venerable
El 24 de abril de 2021 el papa Francisco autorizó la firma del Decreto de Virtudes heroicas de Amparo, declarándola Venerable.